# Đội tuyển bóng đá bãi biển quốc gia Chile
Đội tuyển bóng đá bãi biển quốc gia Chile đại diện Chile ở các giải thi đấu bóng đá bãi biển quốc tế và được điều hành bởi FFC, cơ quan quản lý bóng đá ở Chile.

## Đội hình hiện tại
Chính xác tính đến tháng 3 năm 2018
Ghi chú: Quốc kỳ chỉ đội tuyển quốc gia được xác định rõ trong điều lệ tư cách FIFA. Các cầu thủ có thể giữ hơn một quốc tịch ngoài FIFA.
| Số | VT | Quốc gia | Cầu thủ            |
| -- | -- | -------- | ------------------ |
| 1  | TM | Chile    | Orlando Echeverría |
| 3  | HV | Chile    | Mauro Abarca       |
| 4  | TV | Chile    | Kevin Flores       |
| 5  | HV | Chile    | José Prieto        |
| 7  | TĐ | Chile    | Fabián Cabezas     |
| 8  | TV | Chile    | Juan Barraza       |

| Số | VT | Quốc gia | Cầu thủ           |
| -- | -- | -------- | ----------------- |
| 9  | TĐ | Chile    | Sebastián Vega    |
| 10 | TV | Chile    | Daniel Durán      |
| 11 | TĐ | Chile    | Víctor Belaúnde   |
| 12 | TM | Chile    | Pablo Rodríguez   |
| —  | HV | Chile    | Jean Durán        |
| —  | TV | Chile    | Sebastián Bolívar |

## Ban huấn luyện hiện tại
- Huấn luyện viên: Miguel Ángel Gamboa
- Trợ lý kỹ thuật: Miguel Ángel Gamboa
- Đại biểu trưởng: Felipe Fernández

## Thành tích
- Thành tích tốt nhất tại Giải vô địch bóng đá bãi biển thế giới: Ninth Place
  - 1998
    - Stefani Dell voted team Captain ~ 2009
- Thành tích tốt nhất tại Copa Latina: Vô địch
  - 2010